# Christina Hoeltel
Christina Hoeltel (* 28. Dezember 1948), auch Tina Hoeltel oder Christa Höltl, ist eine deutsche Schauspielerin und Synchronsprecherin.

## Leben
Als Schauspielerin war Hoeltel unter anderem in der Fernsehserie Unsere große Schwester (in einer der Hauptrollen) und in den Fernsehserien Polizeiinspektion 1 und Happy Holiday zu sehen. Als Synchronsprecherin war sie unter anderem in den Fernsehserien Die Nanny, Family Guy und How I Met Your Mother zu hören. Außerdem war sie die deutsche Stimme von Scooter in zahlreichen Filmen von den Muppets sowie in den Serien Die Muppet Show und The Muppets.

## Synchronarbeiten (Auswahl)
Imelda Staunton
- 2007: Harry Potter und der Orden des Phönix als Dolores Umbridge
- 2010: Harry Potter und die Heiligtümer des Todes – Teil 1 als Dolores Umbridge
- 2019: Maleficent: Mächte der Finsternis als Knotgrass
- 2020–2022: Trying als Penny Wootton
- seit 2022: The Crown als Elisabeth II.

Karen Allen
- 1981: Jäger des verlorenen Schatzes als Marion Ravenwood
- 1993: Herkules und die Sandlot-Kids als Mrs. Smalls
- 1993: König der Murmelspieler als Miss Mathey
- 2023: Indiana Jones und das Rad des Schicksals als Marion Ravenwood

Catherine O’Hara
- 1990: Kevin – Allein zu Haus als Kate McCallister
- 1992: Kevin – Allein in New York als Kate McCallister

Amanda Pays
- 1993: Flash – Der rote Blitz als Tina McGee
- 2015–2016: The Flash als Tina McGee

### Filme
- 1973: Daniel Müller als Ulrich 'Uli' von Simmern in Das fliegende Klassenzimmer
- 1985: Stepfanie Kramer als Angie in Der Schrecken der London Bridge
- 1998: Theresa Russell als Sandra van Ryan in Wild Things
- 2009: Carla Signoris als Loredana in Ex
- 2012: Olivia Newton-John als Barbara in Die Trauzeugen

### Serien
- 1987–1994: Heather Locklear als Officer Stacy Sheridan in T.J. Hooker
- 1988–1990: Lisa Hartman als Ciji Dunne / Cathy Geary in Unter der Sonne Kaliforniens
- 1995–1997: Sanae Takagi als Ikuko Tsukino in Sailor Moon
- 1995–2000: Lauren Lane als C.C. Babcock in Die Nanny
- 2002–2013: Lori Alan als Diane Simmons in Family Guy
- 2008–2011: Suzie Plakson als Judy Eriksen, Marshalls Mutter in How I Met Your Mother
- 2011: Nancy Lenehan als Angela Clayton in Worst Week
- 2012–2015: Wendie Malick als Victoria Chase in Hot in Cleveland
- 2018–2023: J. Smith-Cameron als Gerri Kellman in Succession

### Scooter
- 1976–1981: Richard Hunt in Die Muppet Show
- 1979: Richard Hunt in Muppet Movie
- 1981: Richard Hunt in Die große Muppet-Sause
- 1984: Richard Hunt in Die Muppets erobern Manhattan
- 1987: Richard Hunt in Die Muppets feiern Weihnacht
- 1999: Adam Hunt in Muppets aus dem All
- 2008: David Rudman in Die Muppets – Briefe an den Weihnachtsmann
- 2011: David Rudman in Die Muppets
- 2014: David Rudman in Muppets Most Wanted
- 2015–2016: David Rudman in The Muppets
- 2020: David Rudman in Und jetzt: Die Muppets!

## Schauspielarbeiten (Auswahl)
- 1964–1965: Unsere große Schwester (Fernsehserie, 13 Folgen; als Christa Höltl)
- 1981: Goldene Zeiten – Bittere Zeiten (Fernsehserie, 2 Folgen)
- 1983: Polizeiinspektion 1 (Fernsehserie, 1 Folge)
- 1993: Rußige Zeiten (Fernsehserie, 2 Folgen)
- 1993: Happy Holiday (Fernsehserie, 1 Folge)